# Anserimimus
Anserimimus ("imitador d'oques") és un gènere de dinosaure teròpode ornitomímid que va viure al Cretaci superior. Les seves restes fòssils s'han trobat a Mongòlia. Era un animal alt i prim, ràpid i possiblement omnívor.